# Pompaire
Pompaire és un municipi francès situat al departament de Deux-Sèvres i a la regió de la Nova Aquitània. L'any 2007 tenia 1.913 habitants.

## Demografia

### Població
El 2007 la població de fet de Pompaire era de 1.913 persones. Hi havia 791 famílies de les quals 149 eren unipersonals (58 homes vivint sols i 91 dones vivint soles), 377 parelles sense fills, 232 parelles amb fills i 33 famílies monoparentals amb fills.
La població ha evolucionat segons el següent gràfic:
Habitants censats

### Habitatges
El 2007 hi havia 835 habitatges, 805 eren l'habitatge principal de la família, 17 eren segones residències i 14 estaven desocupats. 827 eren cases i 4 eren apartaments. Dels 805 habitatges principals, 631 estaven ocupats pels seus propietaris, 164 estaven llogats i ocupats pels llogaters i 10 estaven cedits a títol gratuït; 2 tenien una cambra, 23 en tenien dues, 91 en tenien tres, 223 en tenien quatre i 466 en tenien cinc o més. 666 habitatges disposaven pel capbaix d'una plaça de pàrquing. A 328 habitatges hi havia un automòbil i a 438 n'hi havia dos o més.

### Piràmide de població
La piràmide de població per edats i sexe el 2009 era:
| Homes | Edats   | Dones |
| ----- | ------- | ----- |
| 0     | 95 o +  | 0     |
| 0     | 90 a 94 | 4     |
| 8     | 85 a 89 | 4     |
| 4     | 80 a 84 | 8     |
| 20    | 75 a 79 | 60    |
| 36    | 70 a 74 | 36    |
| 48    | 65 a 69 | 56    |
| 36    | 60 a 64 | 52    |
| 64    | 55 a 59 | 48    |
| 96    | 50 a 54 | 76    |
| 56    | 45 a 49 | 52    |
| 84    | 40 a 44 | 96    |
| 72    | 35 a 39 | 64    |
| 48    | 30 a 34 | 56    |
| 40    | 25 a 29 | 52    |
| 40    | 20 a 24 | 8     |
| 100   | 15 a 19 | 72    |
| 76    | 10 a 14 | 48    |
| 32    | 5 a 9   | 32    |
| 32    | 0 a 4   | 40    |

## Economia
El 2007 la població en edat de treballar era de 1.214 persones, 891 eren actives i 323 eren inactives. De les 891 persones actives 832 estaven ocupades (432 homes i 400 dones) i 59 estaven aturades (29 homes i 30 dones). De les 323 persones inactives 169 estaven jubilades, 65 estaven estudiant i 89 estaven classificades com a «altres inactius».

### Ingressos
El 2009 a Pompaire hi havia 839 unitats fiscals que integraven 2.029 persones, la mediana anual d'ingressos fiscals per persona era de 17.449 €.

### Activitats econòmiques
Dels 81 establiments que hi havia el 2007, 2 eren d'empreses extractives, 6 d'empreses de fabricació d'altres productes industrials, 11 d'empreses de construcció, 30 d'empreses de comerç i reparació d'automòbils, 2 d'empreses de transport, 2 d'empreses d'hostatgeria i restauració, 2 d'empreses d'informació i comunicació, 3 d'empreses financeres, 3 d'empreses immobiliàries, 8 d'empreses de serveis, 7 d'entitats de l'administració pública i 5 d'empreses classificades com a «altres activitats de serveis».
Dels 25 establiments de servei als particulars que hi havia el 2009, 9 eren tallers de reparació d'automòbils i de material agrícola, 1 establiment de lloguer de cotxes, 2 paletes, 2 guixaires pintors, 1 fusteria, 1 lampisteria, 3 electricistes, 2 perruqueries, 2 restaurants i 2 agències immobiliàries.
Dels 6 establiments comercials que hi havia el 2009, 1 era un supermercat, 2 grans superfícies de material de bricolatge, 1 una botiga d'electrodomèstics, 1 una botiga de mobles i 1 una botiga de material esportiu.
L'any 2000 a Pompaire hi havia 25 explotacions agrícoles que ocupaven un total de 871 hectàrees.

## Equipaments sanitaris i escolars
El 2009 hi havia 1 farmàcia i 1 ambulància.
El 2009 hi havia 2 escoles elementals.

## Poblacions més properes
El següent diagrama mostra les poblacions més properes.